# VfR Warbeyen
Der VfR Warbeyen (offiziell: Verein für Rasenspiele Schwarz-Weiß Warbeyen 1945 e. V.) ist ein Fußballverein aus dem Klever Stadtteil Warbeyen. Die erste Frauenmannschaft spielt seit dem Aufstieg im Jahre 2025 in der 2. Bundesliga. Darüber hinaus nahm sie zweimal am DFB-Pokal teil. Der Verein wurde im Jahre 1945 gegründet. Heimspielstätte ist das Bresserbergstadion.

## Frauenfußball

### Geschichte
Die Fußballerinnen spielten seit Anfang der 2000er Jahre in der Landesliga. Nach Vizemeisterschaften in den Jahren 2011 und 2016 gelang schließlich im Jahre 2018 der Aufstieg in die Niederrheinliga. Zwei Jahre später folgte der Aufstieg in die Regionalliga West. In der Saison 2021/22 gewann der VfR Warbeyen den Niederrheinpokal durch einen 8:0-Sieg beim SC Rhenania Bottrop. Damit qualifizierte sich die Mannschaft erstmals für den DFB-Pokal, wo der VfR in der ersten Runde dem Ligarivalen Borussia Bocholt vor 1100 Zuschauern mit 1:2 unterlag. In der Saison 2023/24 wurden die Warbeyenerinnen Vizemeister hinter dem VfL Bochum. In der Saison 2024/25 feierten sie vier Spieltage vor Schluss souverän die Meisterschaft und stiegen erstmals in die 2. Bundesliga auf.

### Erfolge
- Teilnahme am DFB-Pokal der Frauen: 2022/23 und 2024/25
- Meister der Niederrheinliga: 2020
- Niederrheinpokalsieger: 2022, 2024, 2025
- Meister der Regionalliga West und Aufstieg in die 2. Bundesliga: 2025

### Persönlichkeiten
- Jule Dallmann
- Pauline Dallmann
- Sarah Grünheid
- Hanna Hamdi

## Männerfußball
Die Männermannschaft tritt auf Kreisebene an. Seit dem Abstieg im Jahre 2017 spielt die Mannschaft in der Kreisliga C.